# Pangutaran
Pangutaran est une localité de la province de Sulu, aux Philippines. En 2015, elle compte 30 613 habitants.